# Шаруватість тонка

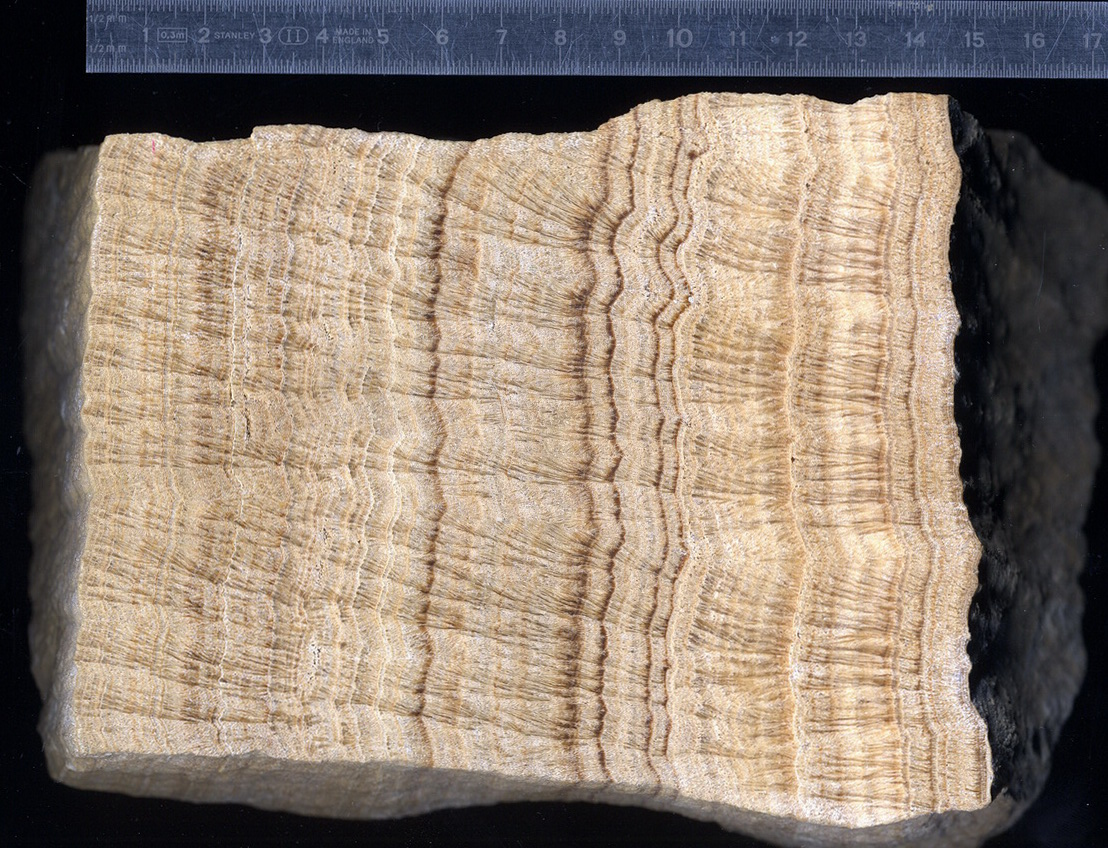
Тонка, гофрована шаруватість (стрічкуватість) у вапняку з кладки Римського акведука. Швидкість напластування вапняків in situ була рівна 1 мм/рік)

Шаруватість тонка (рос. слоистость тонкая,  англ. fine lamination, нім. Feinschichtung f) – шаруватість у несконсолідованих осадах та осадових породах з потужністю окремих шарів менше 1 см. Син. – смужкуватість, стрічкуватість, смугастість.